# ایکس‌تی‌ای جی۱۶۵۰–۵۰۰

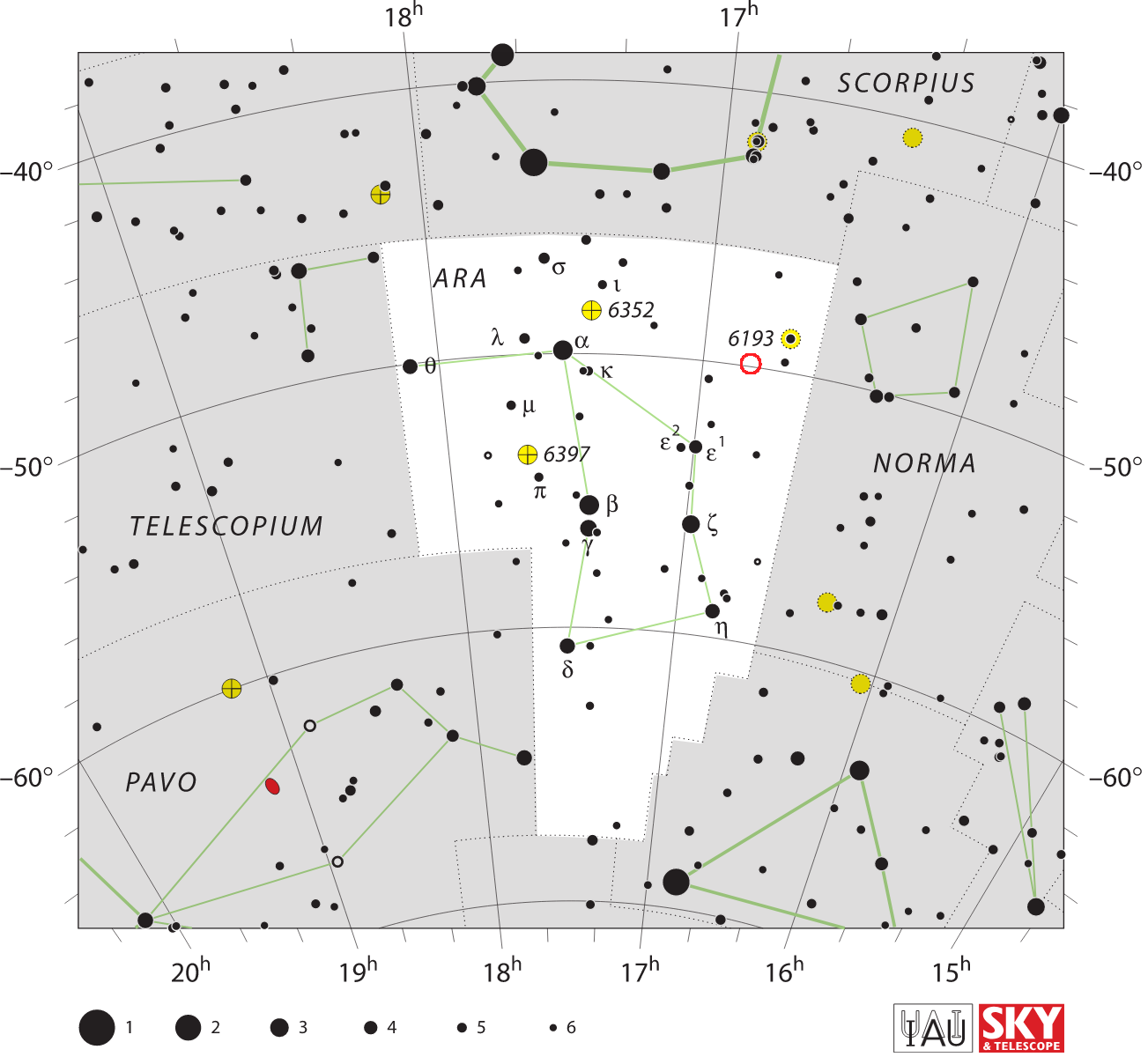
موقعیت ایکس‌تی‌ئی جی۱۶۵۰–۵۰۰ (با دایرهٔ سرخ احاطه شده)

ایکس‌تی‌ئی جی۱۶۵۰–۵۰۰ (انگلیسی: XTE J1650−500) یک ستاره دوتایی در ۲۰۰۰–۲۰۰۱ یا سامانه سیاهچاله ستاره‌وار دوتایی است که شامل یک سیاه‌چاله با جرم ستاره‌ای و یک منبع پرتو ایکس دوتایی گذرا است که در صورت فلکی آتشدان قرار گرفته است. در سال ۲۰۰۸ گفته شد که جرم ایکس‌تی‌ئی جی۱۶۵۰–۵۰۰ تا ۰٫۵±۳٫۸ برابر جرم خورشید است که از جی‌آراو جی۱۶۵۵–۴۰ هم با جرم ۶٫۳ برابر گرم خورشید، کوچک‌تر است.
دوره تناوب دوتایی این سیاهچاله و همدمش ۰٫۳۲ روز است.